# El corazón de la tierra (novela)
El corazón de la tierra es una novela de 2001 del escritor español Juan Cobos Wilkins. Basada en hechos reales narra los hechos que propiciaron una de las primeras protestas ecologistas de Europa. 
De ascendencia española e inglesa y nacido en Minas de Riotinto, el autor plasma en la historia las circunstancias mineras en la provincia de Huelva de finales del siglo XIX. Tras la compra de las minas al gobierno español la empresa Rio Tinto Company Limited ha hecho de la zona una pequeña Inglaterra. A través de los ojos de una niña, Blanca Bosco, se muestra una cuenca minera en la que la presencia del capital inglés, la fuerte contaminación provocada por la quema de mineral y determinadas injusticias sociales propician la llegada del anarquista cubano Maximiliano Tornet. Su presencia beligerante desemboca en la matanza de 1888 de El año de los tiros.
En 2007 la novela fue llevada al cine con el mismo título por el director Antonio Cuadri. Existe otra novela 1888: el año de los tiros de Rafael Moreno Domínguez con la misma temática.
- Datos: Q5824481